# Козаково (Козловський район)
Козако́во (рос. Казаково, чув. Юпсар) — присілок у складі Козловського району Чувашії, Росія. Входить до складу Аттіковського сільського поселення.
Населення — 72 особи (2010; 74 у 2002).
Національний склад:
- чуваші — 93 %